# Eero Lehtonen
Eero Lehtonen, né le 21 avril 1898 à Mikkeli et mort le 9 novembre 1959 à Helsinki, est un ancien athlète finlandais spécialiste du pentathlon, ancienne épreuve olympique regroupant saut en longueur, lancer du javelot, 200 mètres, lancer du disque et 1 500 mètres

## Palmarès

### Jeux olympiques d'été
- Athlétisme aux Jeux olympiques d'été de 1920 à Anvers,  Belgique
  -  Médaille d'or du pentathlon
- Athlétisme aux Jeux olympiques d'été de 1924 à Paris,  France
  -  Médaille d'or du pentathlon